# Timon lepidus
Timon lepidus là một loài thằn lằn trong họ Lacertidae. Loài này được Daudin mô tả khoa học đầu tiên năm 1802.

## Hình ảnh

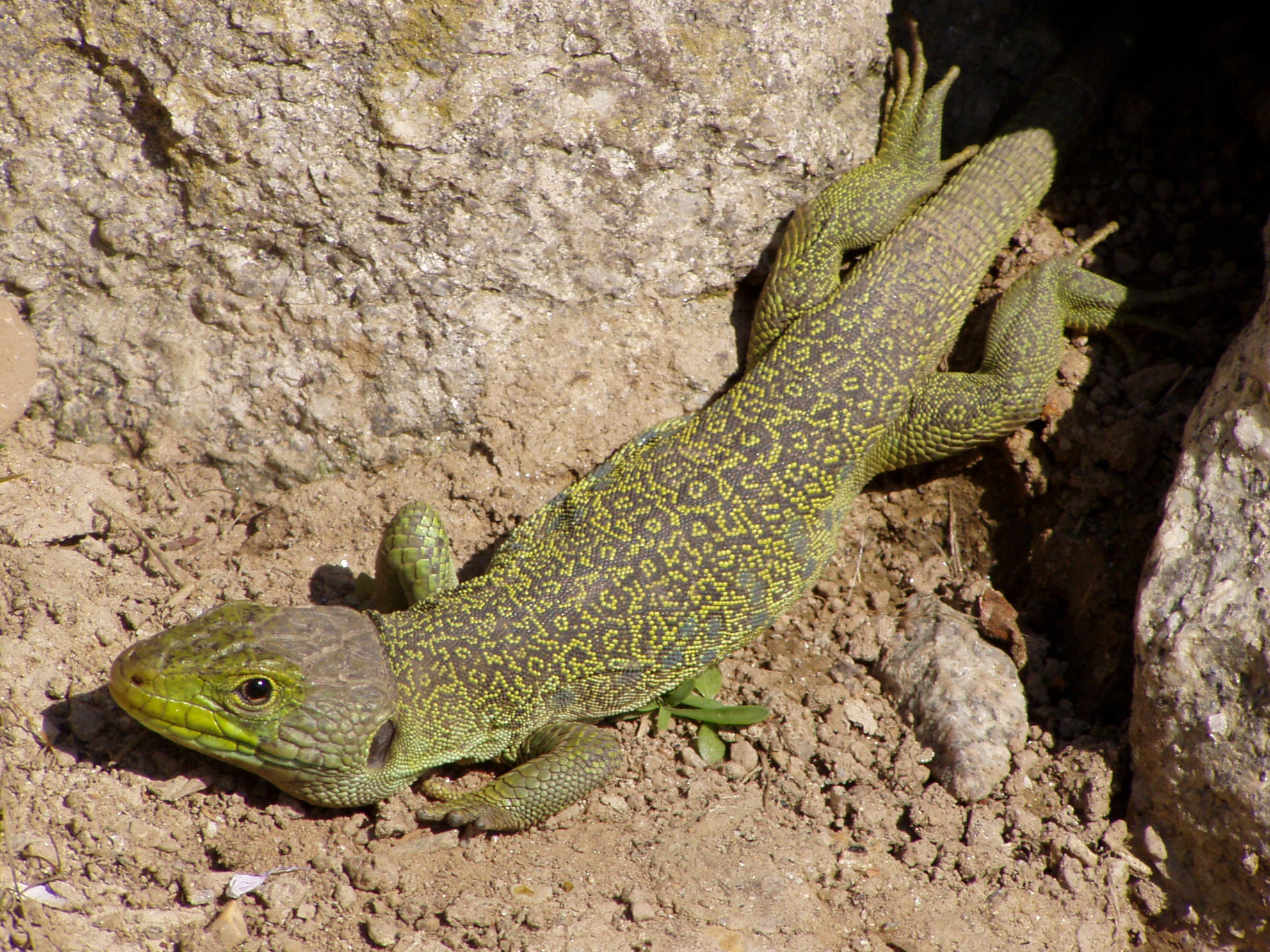
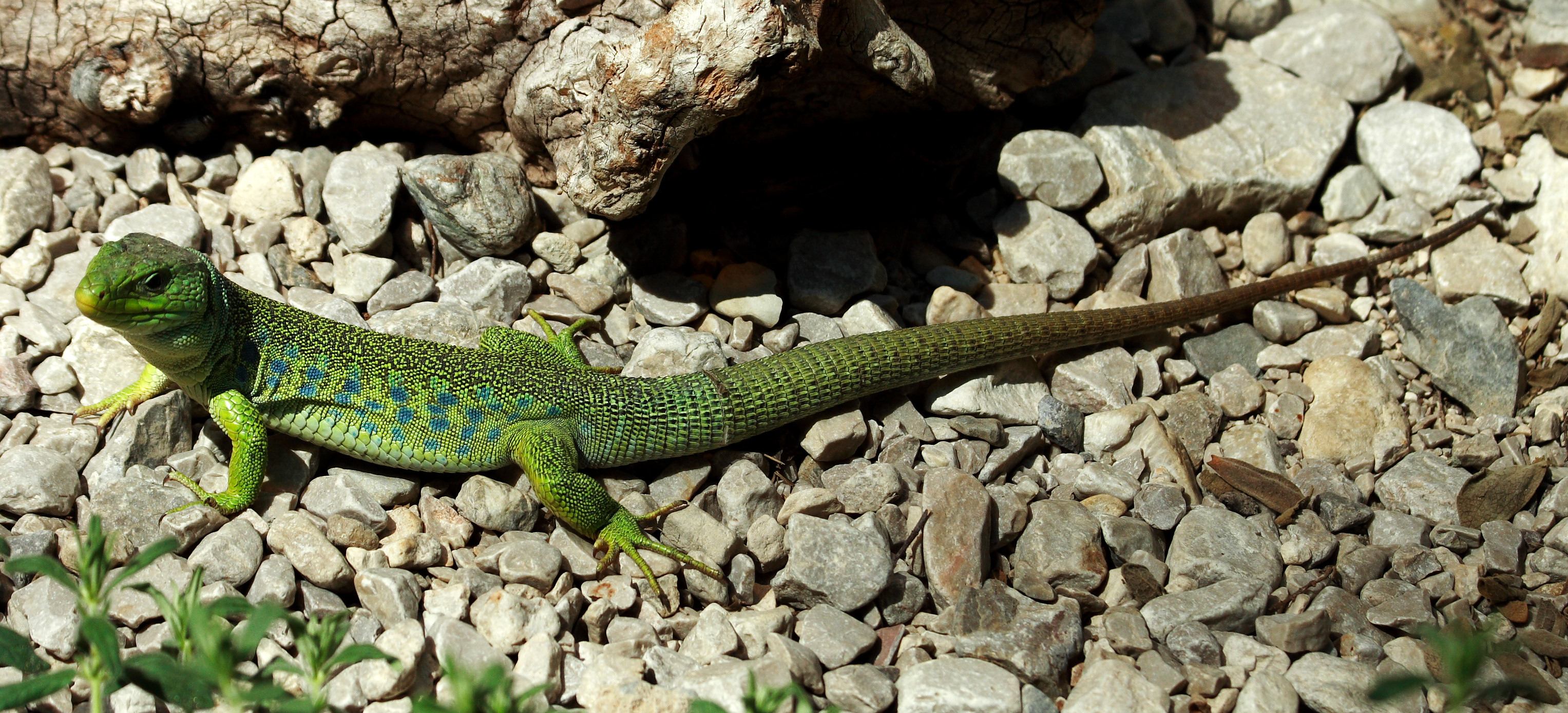
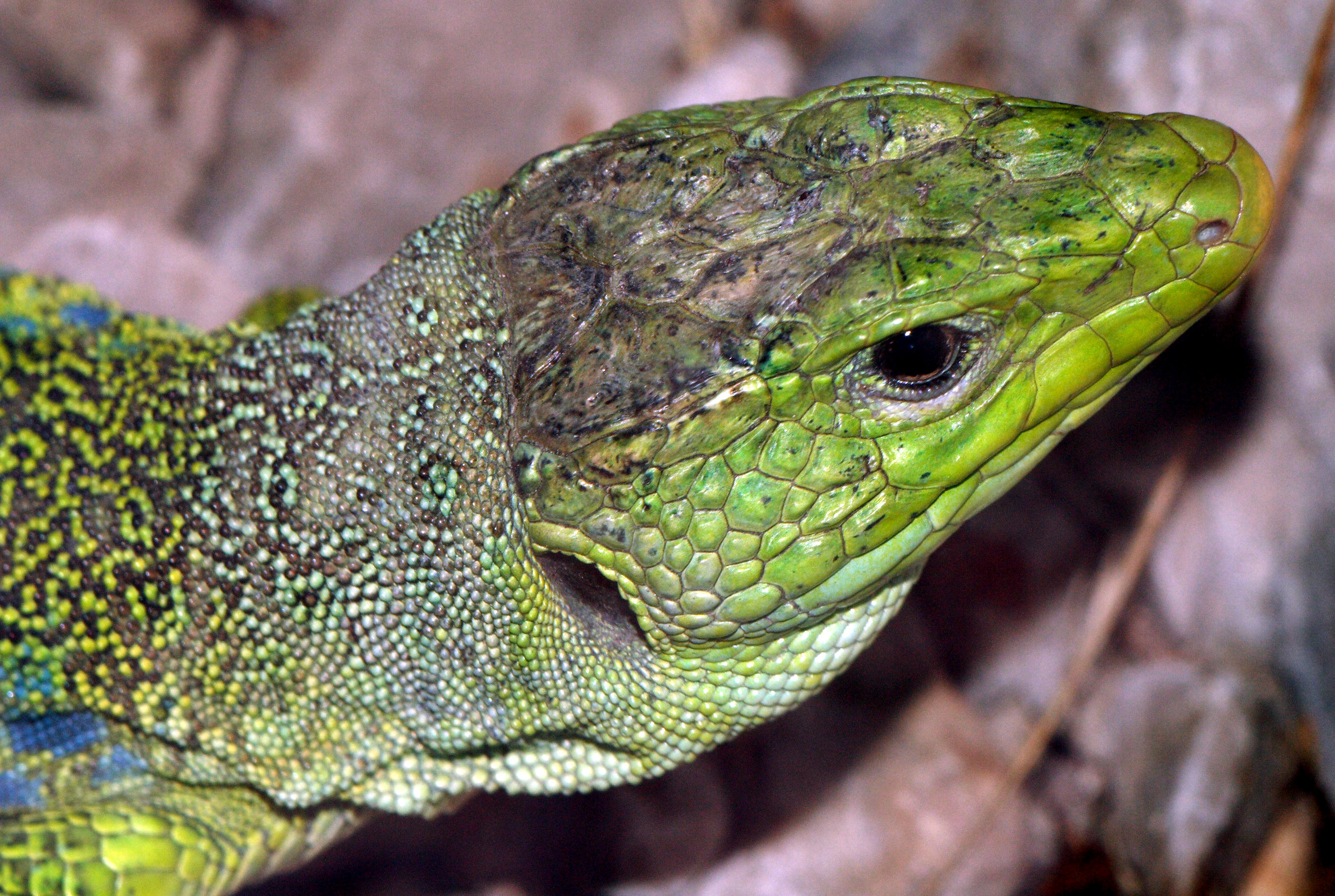